# Парижский клуб

Эмблема Парижского клуба кредиторов

Парижский клуб — неофициальная межправительственная организация развитых стран-кредиторов, инициатором создания которой выступила Франция. Объединение было создано в 1956 году, когда Аргентина согласилась встретиться со своими кредиторами в Париже.
Главная задача, которую решает Парижский клуб в настоящее время, — реструктуризация задолженности развивающихся стран.

## Члены

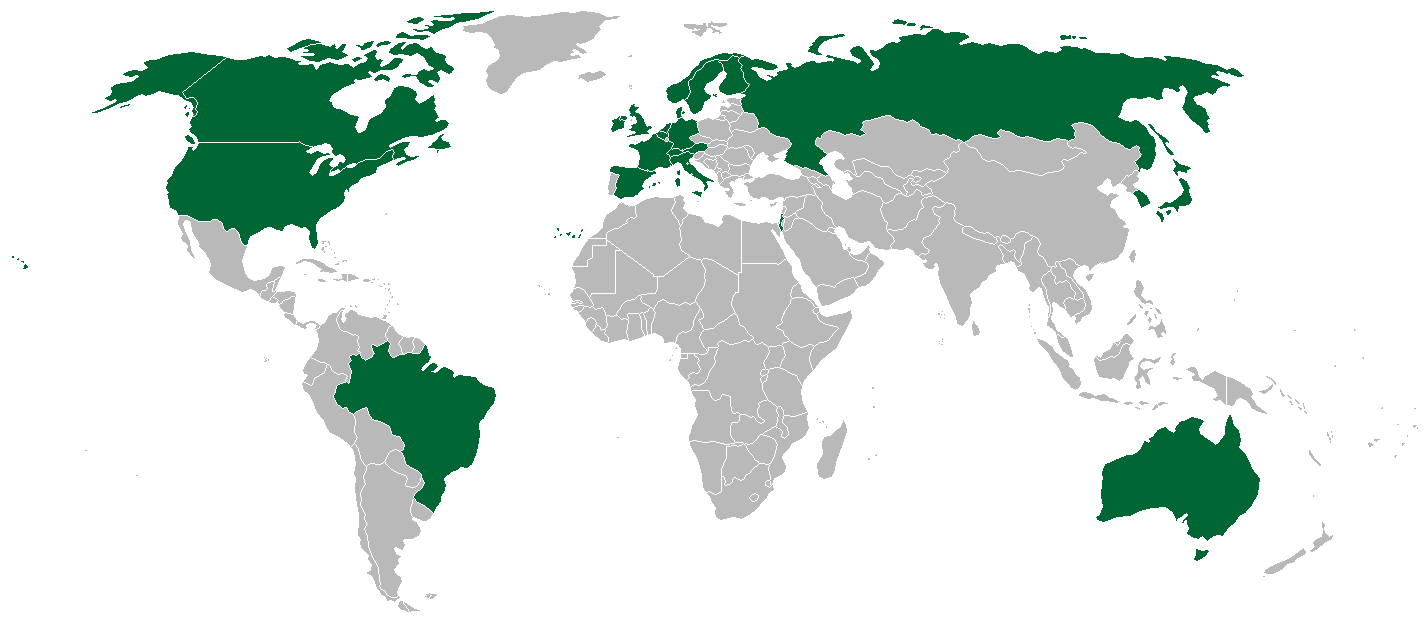
Страны-члены Парижского клуба

Постоянными членами Парижского клуба являются 22 государства:
- Австралия
- Австрия
- Бельгия
- Великобритания
- Бразилия
- Германия
- Дания
- Израиль
- Ирландия
- Испания
- Италия
- Канада
- Нидерланды
- Норвегия
- Республика Корея
- Россия
- США
- Финляндия
- Франция
- Швейцария
- Швеция
- Япония

## Деятельность
С 1956 по май 2014 года в рамках Парижского клуба было достигнуто более 430 соглашений с 90 различными странами-должниками. Общая сумма урегулированного внешнего государственного долга различных стран составила более 583 млрд. долларов США.
Несмотря на то, что Парижский клуб не имеет строго формализованного статуса, то есть является неформальной организацией, его деятельность базируется на определённых правилах и принципах.
Отличие Парижского клуба от Лондонского клуба состоит в том, что он занимается урегулированием государственного долга стран-заёмщиков перед странами-кредиторами, в то время как Лондонский клуб рассматривает вопросы урегулирования долга перед частными банками-кредиторами.
Членство в Парижском клубе предполагает постоянный обмен информацией между кредиторами о задолженности и ходе её погашения.
| №  | Страна    | 2014    | 2015    | 2016    |
| -- | --------- | ------- | ------- | ------- |
| 1  | Греция    | 63,002  | 55,702  | 53,787  |
| 2  | Индонезия | 24,163  | 23,670  | 22,073  |
| 3  | Индия     | 19,095  | 19,857  | 21,263  |
| 4  | Вьетнам   | 13,130  | 15,618  | 17,207  |
| 5  | Китай     | 18,636  | 17,342  | 15,740  |
| 6  | Пакистан  | 11,152  | 10,937  | 10,940  |
| 7  | Ирак      | 8,633   | 10,937  | 9,487   |
| 8  | Филиппины | 8,690   | 8,658   | 8,605   |
| 9  | Египет    | 10,442  | 8,802   | 7,709   |
| 10 | Турция    | 7,660   | 7,306   | 7,212   |
| 11 | Беларусь  | 5,135   | 6,054   | 6,385   |
| 12 | Аргентина | 6,474   | 7,523   | 5,949   |
| 13 | Куба      | 7,347   | 10,660  | 5,811   |
| 14 | Украина   | 1,437   | 4,747   | 4,950   |
| 15 | Марокко   | 5,299   | 4,921   | 4,749   |
| 16 | Ливия     | 5,140   | 5,010   | 4,546   |
| 17 | Шри-Ланка | 4,250   | 4,469   | 4,482   |
| 18 | Мексика   | 3,997   | 3,732   | 3,867   |
| 19 | Таиланд   | 3,748   | 3,597   | 3,742   |
| 20 | Судан     | 4,035   | 3,820   | 3,606   |
| 21 | Бангладеш | 2,114   | 3,096   | 3,552   |
| 22 | Тунис     | 3,775   | 3,513   | 3,464   |
| 23 | Мьянма    | 3,223   | 3,182   | 3,343   |
| 24 | Венесуэла | 3,041   | 2,886   | 3,006   |
|    | Остальные | 60,481  | 75,848  | 65,709  |
|    | Суммарно  | 304,039 | 310,950 | 301,184 |

## Организация

### Секретариат
Секретариат был создан для подготовки более эффективных переговорных сессий. Секретариат состоит из десятка человек из Казначейства Министерства финансов и государственных счетов Франции. Роль Секретариата заключается, прежде всего, в защите общих интересов стран-кредиторов, участвующих в Клубе, и в содействии достижению консенсуса между ними на каждом уровне обсуждений. Для этого Секретариат готовит переговорные сессии по определённой методике.
На ранних этапах обсуждения Секретариат анализирует платежеспособность страны-должника и предоставляет кредиторам первое предложение по режиму. Это предложение обсуждается кредиторами (чьи позиции в ходе переговоров записываются в так называемую «волшебную таблицу»). Секретариат также отвечает за составление протокола переговоров.
Секретариат также помогает обеспечить соблюдение различных условий, содержащихся в протоколах, и поддерживает внешние отношения с кредиторами из третьих государств и коммерческими банками, в частности, для обеспечения максимально возможного соблюдения режима оговорки о сопоставимости.

### Председатель
С 1956 года председательство в Парижском клубе обеспечивается французским казначейством.
Председателем Парижского клуба с 2024 года является Бертран Дюмо, генеральный директор Министерства финансов Франции. Сопредседатель — глава Департамента многосторонних отношений и развития Казначейства (Уильям Роос). Заместителем председателя является заместитель, отвечающий за многосторонние финансовые вопросы и развитие в Казначействе (Шанти Бобин). Один из этих трёх сопредседателей должен председательствовать на каждом заседании Парижского клуба.
В частности, во время переговорных сессий председатель Парижского клуба играет роль посредника между кредиторами, разрабатывающими предложения по урегулированию задолженности, и представителем страны-должника, обычно министром финансов. Он несёт ответственность за предоставление делегации должника условий, согласованных кредиторами. Если должник — что обычно — отказывается от первого предложения кредиторов, начинаются фактические переговоры, при этом председатель выступает в качестве челнока между должником и кредиторами.
Список председателей:
- Жан-Клод Трише (1985—1993);
- Кристиан Нойер (1993—1997);
- Жан-Пьер Жуйе (2000—2005);
- Ксавье Муска (2005—2009);
- Рамон Фернандес (2009 г. — май 2014 г.);
- Бруно Безар (июнь 2014 г. — 2016);
- Одиль Рено Бассо (2016—2020);
- Эммануэль Мулен (2020—2024);
- Бертран Дюмо (с 2024).

## Россия в Парижском клубе
Переговоры России с Парижским клубом кредиторов нашли отражение в Соглашении от 2 апреля 1993 г. Данная договорённость касалась только платежей, просроченных в 1992—1993 г., хотя отсрочка по этим платежам предоставлялась на достаточно продолжительный период — 10 лет, в том числе давался льготный период в 5 лет. После трёхлетних переговоров со странами Парижского клуба в апреле 1996 г. удалось заключить рамочное соглашение о реструктуризации всей суммы накопленных долгов. По состоянию на начало 1996 г. задолженность Парижскому клубу оценивалась примерно в 38 млрд долларов. Соглашение закрепило договорённость о реструктуризации накопленного долга и средний срок выплаты этих долгов увеличился с 19 лет до 24 лет. В результате реструктуризации за период до 2020 г. должно было быть выплачено 45 % всего долга, а 55 %, включавшие краткосрочные обязательства, — до 2115 г. При этом выплаты должны были начаться только после окончания льготного периода и осуществляться нарастающими платежами.
Российская Федерация вступила в Парижский клуб 17 сентября 1997 года. Соглашение подписали вице-премьер РФ Анатолий Чубайс и президент Парижского клуба Кристиан Нуайе.
По оценке ВЭБ, сделанной уже в середине 90-х годов, больше половины долгов СССР можно отнести к разряду безнадёжных. Вступая в Парижский клуб в 1997 году, Россия имела в активе около 150 млрд долларов, которые должны были ей, как правопреемнице СССР, развивающиеся страны, в первую очередь Эфиопия, Мозамбик, Йемен, Вьетнам, Алжир, а также другие страны Африки и Азии. При этом, подчиняясь уставу Парижского клуба, Россия была вынуждена списать своим должникам большой объём долгов за поставку оружия. Военные долги составляли около 80 % от общего объёма российских активов. Кроме того, Россия стала обязанной списывать долги странам, относящимся к разряду «бедных» и «развивающихся». В итоге, после вступления в Парижский клуб, оказалось, что Россия может претендовать на сумму менее 8 млрд долларов, что составляет чуть больше 5 % от общей суммы дебиторской задолженности СССР.
После принятия на себя в полном объёме долгов СССР, Россия столкнулась с необходимостью соблюдения напряженного графика обслуживания внешнего долга. В течение четырёх лет (1992—1995 гг.) предстояло погасить почти 60 млрд долларов, и с таким объёмом долговых выплат не могла справиться российская экономика. Фактически тогда начались первые российские технические дефолты: кредиторы (прежде всего, члены Парижского и Лондонского клубов) всё это время, не объявляя суверенного дефолта, предоставляли отсрочки платежей. Всего до заключения всеобъемлющих соглашений о реструктуризации только в рамках Лондонского клуба была предоставлена двадцать одна 90-дневная отсрочка платежей.
На 1 января 2001 года долг бывшего СССР состоял из долга Парижскому клубу кредиторов (40,2 млрд долларов, или 59 % долга бывшего СССР), долга бывшим социалистическим странам (14,3 млрд долларов, или 21 %), задолженности по облигациям внутреннего государственного валютного займа (1,2 млрд долларов, или 2 %), а также прочей задолженности (12 млрд долларов, или 18 %), включающей преимущественно долги странам — не членам Парижского клуба.
В результате длительных переговоров, к концу августа 2006 Россия осуществила досрочные выплаты 22,5 млрд долларов по кредитам Парижского клуба, полностью погасив задолженность перед клубом, после чего её государственный долг составил 53 млрд долларов (9 % ВВП).
Задолженность бывшего СССР по состоянию на 1 января 2008 года сократилась с 9,4 до 7,1 млрд.долларов. После осуществления в августе 2007 года основных выплат Парижскому клубу кредиторов объём обязательств перед входящими в него странами не превышал 0,1 млрд долларов (менее 1 % долга бывшего СССР).